# Мурті
Мурті (санскр. मूर्ति) в індуїзмі — статуя або зображення певного бога або святого.
Як правило індуси вважають мурті гідними поклоніння лише після складного обряду, в ході якого певного бога або святого запрошують втілитися в мурті і почати приймати поклоніння.
Мурті використовується індусами, а також деякими буддистами, як об'єкт релігійного або медитативного зосередження. Поклоніння (пуджа) мурті рекомендоване і докладно описане в древньому тексті «Панчаратра».

## Роль мурті в поклонінні

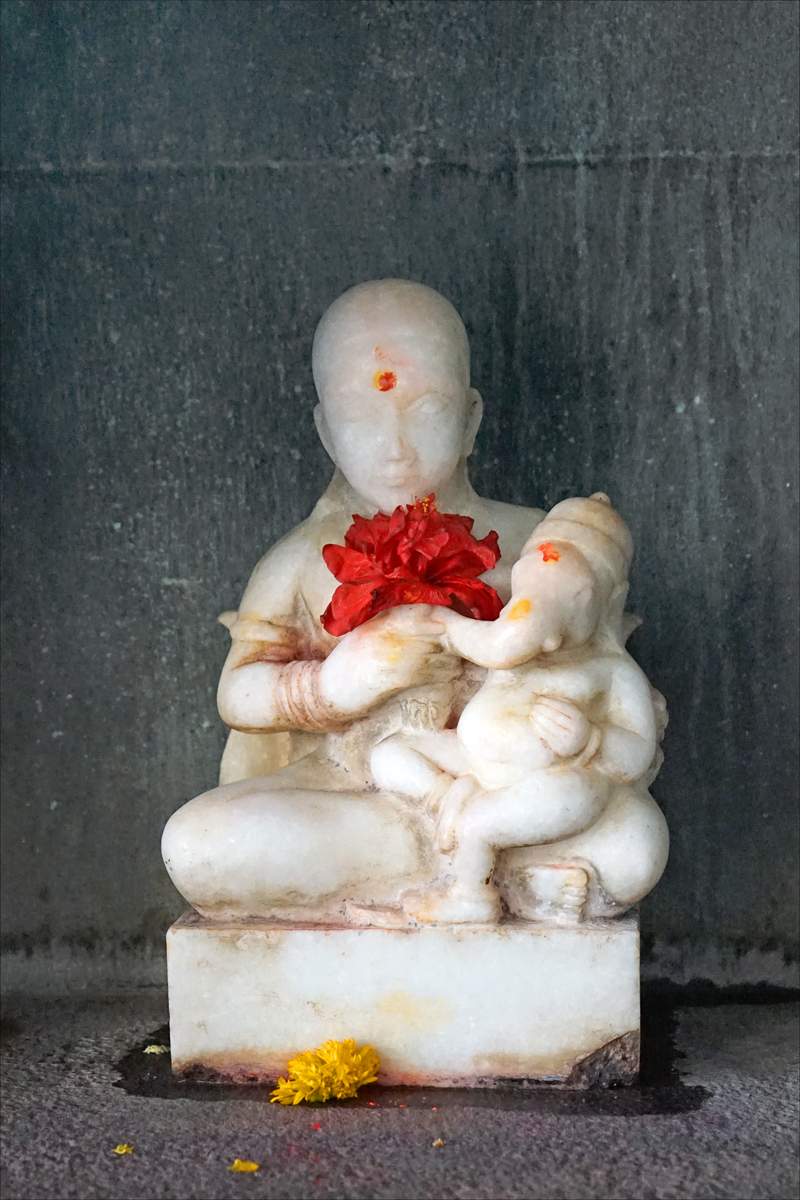
зверхуправоруч

Мурті зазвичай представляє певного бога, наприклад Шиву, Ґанешу, Вішну, Крішну або Калі. Традиційно мурті виготовляється згідно з приписами «Шилпа-шастри» з каменя, металу або дерева. Якщо мурті виготовляється з металу, то часто використовується спеціальний сплав панчалога з п'яти металів.Археологічні розкопки показали, що даний спосіб виготовлення мурті почав застосовуватися в Індії принаймні 3000 років тому.
Після того мурті встановлюється брахманами-жерцями в особливій церемонії прана-пратіштга, під час якої певного бога запрошують втілиться в мурті.
Розвиток глибоких особових любовних стосунків з Богом у традиціях бгакті, як правило, включає поклоніння мурті. Проте деякі рухи індуїстів, такі як Ар'я-самадж, відкидають поклоніння мурті.
Деякі пояснюють, що присутність мурті в індуїстських храмах дає певну містичну форму спілкування з Богом. Згідно з Сатгуру Шивая Субрамуньясвамі:
|  | Це подібно до спілкування з кимось по телефону. Ми не говоримо з телефоном, ми просто використовуємо телефон як засіб спілкування з іншою людиною. Без телефону, розмовляти з кимось, хто знаходиться на великій відстані, було б неможливо. Подібним же чином, без мурті в храмі, спілкуватися з Богом було б дуже важко. |